# Loučany
Loučany är en ort i Tjeckien.   Den ligger i regionen Olomouc, i den östra delen av landet, 200 km öster om huvudstaden Prag. Loučany ligger 238 meter över havet och antalet invånare är 624.
Terrängen runt Loučany är platt österut, men västerut är den kuperad. Runt Loučany är det ganska tätbefolkat, med 207 invånare per kvadratkilometer. Närmaste större samhälle är Olomouc, 12,2 km öster om Loučany. Trakten runt Loučany består till största delen av jordbruksmark.